# Edmunda Klein
Edmunda Klein FBMVA (* 14. November 1898 in Birkenfeld; † 11. September 1995 in Waldbreitbach) war eine deutsche Ordensschwester. Sie war Generaloberin der Waldbreitbacher Franziskanerinnen.

## Leben
Als Barbara Klein geboren, machte sie von 1914 bis 1917 eine Ausbildung zur Bürokauffrau. 1925 trat sie in den Dritten Orden der Waldbreitbacher Franziskanerinnen ein und erhielt den Ordensnamen Edmunda. Sie war Kindergärtnerin und Hortnerin, bevor sie in die Ordensleitung aufstieg. Von 1946 bis 1958 war sie Generaloberin, von 1958 bis 1970 war sie Generalvikarin ihres Ordens. Sie war während des Zweiten Weltkrieges Geschäftsführerin der Marienhaus GmbH, einem der größten christlichen Träger von sozialen Einrichtungen in Deutschland, und in den Siebzigern Oberin im St.-Vinzenz-Kinderheim in Nordenham.

## Auszeichnungen
- 1968: Bundesverdienstkreuz 1. Klasse